# Фараллоновы острова
Фараллоновы острова (англ. Farallon Islands) — небольшой скалистый архипелаг, который омывает Фараллонов залив, у побережья Калифорнии (США), недалеко от Сан-Франциско. Национальный резерват дикой природы. В 1974 году была учреждена (общественное право 93-550) дикая территория Фараллонов, которая включает все острова, кроме Юго-Восточного. Острова находятся на расстоянии 43 км от пролива Золотые ворота и в 32 км от мыса Пойнт-Реес. Острова видны с материка при ясной погоде.

## История
Острова были известны калифорнийским индейцам как "Острова Мёртвых", но они не плавали туда либо из-за технической сложности для них данного действия, либо из религиозных соображений.
Европейским первооткрывателем островов был испанский путешественник Хуан Родригес Кабрильо, в 1539 году назвавший их Фараллоновыми — испанское слово для скал или маленьких островков . В 1579 году на острова высаживался английский корсар Фрэнсис Дрейк, чтобы пополнить свои запасы провизии. Он назвал их островами Сент-Джеймс, так как высадка пришлась на 25 июля, день святого Джеймса (Иакова Зеведеева). В настоящее время это название осталось только за одним из островов.
В XIX веке охотники часто плавали на эти острова, так как в то время на них обитала большая колония морских котиков и множество морских птиц. С 1812 по 1840 года русские охотники имели на островах факторию, откуда они охотились на котиков ради их меха; американцы, со своей стороны, также участвовали в этом промысле. Из-за неконтролируемого истребления котики перестали встречаться здесь с 1820-х годов.
После того, как Калифорния стала частью США и стал развиваться город Сан-Франциско, на островах построили маяк и стали собирать яйца морских птиц для продажи, что привело к серьёзному сокращению числа птиц. В 1863 году на островах произошёл вооружённый конфликт в связи с переделом бизнеса по сбору яиц, в результате которого погибли два человека. Это событие получило название Яичная война.
В 1909 году американский президент Теодор Рузвельт учредил «Заповедник Фараллоновы острова». Сначала этот заповедник включал в себя только северо-западные острова, но в 1969 году американский Конгресс распространил природоохранную зону на все острова, учредив «Национальный заповедник Фараллоновы острова». С 1902 по 1913 год на островах функционировала метеостанция.
Острова также являются местом нескольких кораблекрушений.
В период «холодной войны» американское правительство нанесло ущерб окружающей среде Фараллоновых островов. С 1946 года по 1970 год США сбросили в прилежащие воды 47 тонн радиоактивных отходов атомной промышленности.
В настоящее время острова закрыты для посещения, на них работают орнитологи и экологи.

## Современность
Постепенно экосистема Фараллоновых островов восстанавливается. В 1996 году — возвратились котики. Сейчас на островах обитают пять видов ластоногих животных: сивуч, северный морской слон, обыкновенный тюлень, калифорнийский морской лев и северный морской котик. Много видов птиц, в том числе несколько вымирающих видов, живут на островах в больших колониях, например, буревестники, чайки, бакланы, тонкоклювые кайры и тупики — всего около 400 видов было зафиксировано на островах и рядом с ними. Также на острове обитают мыши численностью до 60 000 особей, что вызывает у экологов беспокойство. Некоторые виды китообразных плавают в прилежащих водах, особенно косатки, горбатые киты, синие киты, калифорнийские (серые) киты. Также вокруг островов встречаются большие белые акулы, которые питаются, в том числе, тюленями.

## Галерея
- Фараллоновы острова на карте.
- Юго-восточные Фараллоны, вид с Запада.
- Юго-восточные Фараллоновы острова.
- Скалы на Фараллонах.
- Северные Фараллоновы острова.
- Тонкоклювые кайры на Фараллонах.
- Альберт Бирштадт. «Тюлени на скалах» (художник неоднократно изображал Фараллоновы острова).